# Liste der Lieder von Zara Larsson
Dies ist eine Liste der aufgenommenen und veröffentlichten Lieder der schwedischen Popsängerin Zara Larsson. Die Titel sind alphabetisch sortiert. Sie gibt Auskunft über die Urheber und auf welchem Tonträger die Komposition erstmals zu finden ist.

## Eigenkompositionen

### A
| Titel                     | Autoren                                                                                     | Album                          | Jahr |
| ------------------------- | ------------------------------------------------------------------------------------------- | ------------------------------ | ---- |
| A Brand New Day (mit BTS) | Zara Larsson, J-Hope, Yoo Gi-ta, Alexander George Edward Crossan, Max Wolfgang, Scott Quinn | BTS World: Original Soundtrack | 2019 |
| Ain't My Fault            | Zara Larsson, Julia Michaels, Justin Tranter, Robin Fredriksson                             | So Good                        | 2016 |
| All the Time              | Zara Larsson, Uzoechi Osisioma Emenike, Arron Davey                                         | Poster Girl                    | 2021 |
| Ammunition                | Zara Larsson, Brittany Hazzard, Rick Nowels, Casey Smith                                    | Venus                          | 2024 |

### B
| Titel    | Autoren                    | Album | Jahr |
| -------- | -------------------------- | ----- | ---- |
| Bad Boys | Marcus „Mack“ Sepehrmanesh | 1     | 2013 |

### C
| Titel           | Autoren                                              | Album                          | Jahr |
| --------------- | ---------------------------------------------------- | ------------------------------ | ---- |
| Can't Hold Back | Ashley Rose, Melvin Hough II, Rivelino Wouter        | 1                              | 2014 |
| Can't Tame Her  | Zara Larsson, Uzoechi Emenike, Karl Ivert, Kian Sang | Venus                          | 2023 |
| Carry You Home  | Elof Loelv                                           | 1                              | 2014 |
| Cash Me Out     | David Dawood, Makeba Riddick, Mark Pellizzer         | Allow Me to Reintroduce Myself | 2013 |

### D
| Titel                 | Autoren                                                                   | Album                          | Jahr |
| --------------------- | ------------------------------------------------------------------------- | ------------------------------ | ---- |
| DarkSide              | Raphael Judrin, Pierre-Antoine Melki, Ross Golan                          | Allow Me to Reintroduce Myself | 2013 |
| Don't Let Me Be Yours | Zara Larsson, Steve McCutcheon, Johnny McDaid, Edward Christopher Sheeran | So Good                        | 2017 |
| Don't Worry Bout Me   | Zara Larsson, Uzoechi Osisioma Emenike, Arron Davey                       | Poster Girl                    | 2021 |

### E
| Titel                                | Autoren                                                                           | Album                             | Jahr |
| ------------------------------------ | --------------------------------------------------------------------------------- | --------------------------------- | ---- |
| Either (Poo Bear feat. Zara Larsson) | Mathieu Jomphe, Saul Alexander Castillo Vasquez, Jason Boyd, Jacob Kasher Hindlin | Poo Bear Presents Bearthday Music | 2018 |
| Endless                              | Erik Hassle, Daniel Ledinsky, Andre Price                                         | 1                                 | 2014 |
| End of Time                          | Rick Nowels, Casey Smith                                                          | Venus                             | 2023 |
| Escape                               | Zara Larsson, Rick Nowels, Casey Smith                                            | Venus                             | 2024 |

### F
| Titel   | Autoren                                                       | Album       | Jahr |
| ------- | ------------------------------------------------------------- | ----------- | ---- |
| Famous  | Camille Purcell, Joseph Kearns, Finlay Dow-Smith              | Poster Girl | 2021 |
| FFF     | Zara Larsson, Julia Michaels, Justin Tranter, Ian Kirkpatrick | Poster Girl | 2021 |
| Funeral | Zara Larsson, Jason Gill, Ana Diaz                            | So Good     | 2017 |

### G
| Titel                                        | Autoren                                       | Album       | Jahr |
| -------------------------------------------- | --------------------------------------------- | ----------- | ---- |
| Girls Like (Tinie Tempah feat. Zara Larsson) | Zara Larsson, Aleisha Bennett, Patrick Okogwu | Poster Girl | 2016 |

### H
| Titel                                          | Autoren | Album             | Jahr |
| ---------------------------------------------- | --- | ----------------- | ---- |
| Holding Out for You (Fedez feat. Zara Larsson) | Zara Larsson, Federico Lucia, Dani Poppitt, Daniele Lazzarin, Giovanni Grandi, Lorenzo Sarti, Giovanni Cerrati, Michele Canova, Iacopo Pinna | Paranoia Airlines | 2019 |

### I
| Titel                                         | Autoren | Album                                     | Jahr |
| --------------------------------------------- | --- | ----------------------------------------- | ---- |
| I Can't Fall In Love Without You              | Christian Waltz, Hampus Lindvall, Jerker Hansson                                                                                            | So Good                                   | 2017 |
| If I Was Your Girl                            | Marcus „Mack“ Sepehrmanesh, Tim Denéve, Ted Krotkiewski                                                                                     | 1                                         | 2014 |
| I Need Love I Need Love (feat. Trevor Daniel) | Camille Purcell, Joseph Kearns, Finlay Dow-Smith                                                                                            | Poster Girl                               | 2021 |
| In Love with Myself                           | Elof Loelv, Fredrik Berger, Alx Reuterskiöld, Hannah Robinson                                                                               | Introducing                               | 2013 |
| Invisible                                     | Zara Larsson, Justin Tranter, Alfonso González Aguilar, Caroline Pennell, Jussi Karvinen                                                    | Klaus: Original Motion Picture Soundtrack | 2019 |
| It's a Wrap                                   | Marcus „Mack“ Sepehrmanesh, Tom Liljegren, Tommy Tysper                                                                                     | Introducing                               | 2013 |
| I Would Like                                  | Zara Larsson, James Abrahart, Alexander Izquierdo, Marcus Lomax, Stefan Johnson, Jordan Johnson, Oliver Peterhof, Karen Chin, Anthony Kelly | So Good                                   | 2016 |

### L
| Titel                        | Autoren | Album                          | Jahr |
| ---------------------------- | --- | ------------------------------ | ---- |
| Last Summer                  | Rachel Keen, Fred Gibson                                                                                       | Poster Girl                    | 2021 |
| Like It Is (mit Kygo & Tyga) | Zara Larsson, Kyrre Gørvell-Dahll, Dua Lipa, Nick Hodgson, Gerard O’Connell, Patrick Martin, Micheal Stevenson | Golden Hour                    | 2020 |
| Look What You've Done        | Zara Larsson, Camille Purcell, Max Wolfgang, Ammar Malik, Steve Mac                                            | Poster Girl                    | 2021 |
| Love Again                   | Marcus „Mack“ Sepehrmanesh, Robert Habolin, Gavin Jones                                                        | Allow Me to Reintroduce Myself | 2013 |
| Love Me Land                 | Zara Larsson, Julia Michaels, Justin Tranter, Jason Gill                                                       | Poster Girl                    | 2020 |
| Lush Life                    | Emanuel Abrahamsson, Marcus Sepehrmanesh, Linnea Södahl, Fridolin Walcher, Christoph Bauss, Iman Conta Hultén  | So Good                        | 2015 |

### M
| Titel                | Autoren | Album           | Jahr |
| -------------------- | --- | --------------- | ---- |
| Make That Money Girl | Zara Larsson, Ajay Bhattacharyya, Victor Kwesi Mensah, Kaj Erik Persson Hassle, Daniel Ladinsky, John Hill, Marcus „Mack“ Sepehrmanesh | So Good         | 2017 |
| Memory Lane          | Zara Larsson, Elvira Anderfjärd, Klara Söderberg                                                                                       | Honor the Light | 2023 |
| More Than This Was   | Zara Larsson, Svante Halldin, Jakob Hazell, Jacob Kasher, Amanda Ibanez                                                                | Venus           | 2024 |
| Morning              | Guy Robin, Caroline Ailin, Emily Warren, Alexander Shuckburgh                                                                          | Poster Girl     | 2021 |

### N
| Titel                                           | Autoren                                                         | Album                   | Jahr |
| ----------------------------------------------- | --------------------------------------------------------------- | ----------------------- | ---- |
| Need Someone                                    | Sarah Aarons, Noonie Bao, Mattias Larsson, Robin Fredriksson    | Poster Girl             | 2021 |
| Never Forget You (mit MNEK)                     | Zara Larsson, Uzoechi Osisioma Emenike, Aaron Davey             | So Good                 | 2015 |
| Never Gonna Die                                 | Ethan „Baby E“ Lowery, Tommy Tysper                             | 1                       | 2014 |
| None of These Guys                              | Zara Larsson, Karl Ivert, Kian Sang, Elin Bergman, Carl Tarland | Venus                   | 2024 |
| Nothing                                         | Zara Larsson, Erik Hassle, Guffe Jonsson, Marcus Sepehrmanesh   | Venus                   | 2024 |
| Now You're Gone (Tom Walker feat. Zara Larsson) | Tom Walker, Chelcee Grimes, Steve McCutcheon                    | What a Time to Be Alive | 2019 |

### O
| Titel                         | Autoren | Album   | Jahr |
| ----------------------------- | --- | ------- | ---- |
| One Mississippi               | Julia Michaels, Fred Ball | So Good | 2017 |
| Only You                      | Herbert Joakim Berg, Michel Flygare, Tobias Jimson, Petra Marklund, Marcus „Mack“ Sepehrmanesh                                    | So Good | 2017 |
| On My Love (mit David Guetta) | Zara Larsson, Jerome Castillo, Dewain Whitmore Jr., Pierre Guetta, Giorgio Tuinfort, Patrick Smith, Andre Davidson, Sean Davidson | Venus   | 2023 |

### P
| Titel       | Autoren                                                                             | Album       | Jahr |
| ----------- | ----------------------------------------------------------------------------------- | ----------- | ---- |
| Poster Girl | Zara Larsson, Julia Michaels, Justin Tranter, David Pramik, Jon Wienner, Sam Homaee | Poster Girl | 2021 |

### R
| Titel        | Autoren                                                                                               | Album       | Jahr |
| ------------ | --- | ----------- | ---- |
| Right Here   | Julia Michaels, Justin Tranter, Mattias Larsson, Robin Fredriksson                                    | Poster Girl | 2021 |
| Rooftop      | Rickard Göransson, Marcus „Mack“ Sepehrmanesh, Mathieu Jomphe, Nick Ruth                              | 1           | 2014 |
| Ruin My Life | Brittany Amaradio, Michael Pollack, Stefan Johnson, Jordan K. Johnson, Jamie Sanderson, Jackson Foote | Poster Girl | 2018 |

### S
| Titel                                      | Autoren | Album                          | Jahr |
| ------------------------------------------ | --- | ------------------------------ | ---- |
| Secret                                     | Elina Stridh, Simon Hassle, Benjamin Johansson, Grace Tither                                                            | 1                              | 2014 |
| She's Not Me, Pt. 1                        | Marcus „Mack“ Sepehrmanesh, Joel Humlen                                                                                 | Allow Me to Reintroduce Myself | 2013 |
| She's Not Me, Pt. 2                        | Marcus „Mack“ Sepehrmanesh, Joel Humlen                                                                                 | Allow Me to Reintroduce Myself | 2013 |
| Skippin a Beat                             | Jacob Kasher Hindlin, Rickard Göransson, Tove Lo, Kevin Figueiredo, Teddy Pena                                          | 1                              | 2014 |
| So Good (feat. Ty Dolla Sign)              | Charles Puth Jr., Jacob Kasher Hindlin, Gamal Lewis, Danny Schofield                                                    | So Good                        | 2017 |
| Soundtrack                                 | Zara Larsson, Rick Nowels, Casey Smith                                                                                  | Venus                          | 2024 |
| Stick with You                             | Zara Larsson, Max Martin, Savan Kotecha, Ludvig Söderberg, Jakob Jerlström, Max Wolfgang                                | Poster Girl                    | 2021 |
| Still in My Blood                          | Alx Reuterskiöld, Kim Wennerström                                                                                       | 1                              | 2014 |
| Sundown (mit Wizkid)                       | Zara Larsson, Brian Garcia, Tor Erik Hermansen, Mikkel Storleer Eriksen, Jacob Kasher Hindlin, Phil Shaouy, Ammar Malik | So Good                        | 2017 |
| Symphony (Clean Bandit feat. Zara Larsson) | Jack Patterson, Ina Wroldsen, Steve McCutcheon, Ammar Malik                                                             | So Good                        | 2017 |

### T
| Titel                                                | Autoren                                                                       | Album       | Jahr |
| ---------------------------------------------------- | ----------------------------------------------------------------------------- | ----------- | ---- |
| Talk About Love (feat. Young Thug)                   | Amy Allen, Mike Sabath, Dewain Whitmore Jr., Jeffery Lamar Williams           | Poster Girl | 2021 |
| TG4M                                                 | Joakim Haukaas, Marcus „Mack“ Sepehrmanesh, Linnea Södahl                     | So Good     | 2017 |
| The Healing                                          | Rick Nowels, Hannah Berney                                                    | Venus       | 2024 |
| This One's For You (David Guetta feat. Zara Larsson) | David Guetta, Giorgio Tuinfort, Nick van de Wall, Ester Dean, Thomas Troelsen | So Good     | 2016 |
| Times Like These (mit Live Lounge Allstars)          | Dave Grohl, Taylor Hawkins, Nate Mendel, Chris Shiflett                       | —           | 2020 |

### U
| Titel           | Autoren                                          | Album       | Jahr |
| --------------- | ------------------------------------------------ | ----------- | ---- |
| Uncover         | Marcus Sepehrmanesh, Robert Habolin, Gavin Jones | Introducing | 2013 |
| Under My Shades | Marcus „Mack“ Sepehrmanesh, Tommy Tysper         | Introducing | 2013 |

### V
| Titel | Autoren                    | Album | Jahr |
| ----- | -------------------------- | ----- | ---- |
| Venus | Rick Nowels, Hannah Berney | Venus | 2024 |

### W
| Titel                                     | Autoren                                                                                                  | Album       | Jahr |
| ----------------------------------------- | --- | ----------- | ---- |
| Wanna Be Your Baby                        | Claude Kelly, Marcus „Mack“ Sepehrmanesh, Colin Norman                                                   | 1           | 2014 |
| Weak Heart                                | Marcus „Mack“ Sepehrmanesh, Robert Habolin, Patrizia Helander                                            | 1           | 2014 |
| What Happens Here                         | Zara Larsson, Theron Thomas, Anton Göransson, Steven Franks, Tommy Brown                                 | Poster Girl | 2021 |
| What They Say                             | Marco Borrero, Mark Landon, Olivia Charlotte Waithe                                                      | So Good     | 2017 |
| When I'm Not Around                       | Brittany Amaradio, Michael Pollack, Stefan Johnson, Jordan K. Johnson, Jamie Sanderson, Jackson Foote    | Poster Girl | 2021 |
| When Worlds Collide                       | Marcus „Mack“ Sepehrmanesh, Elof Loelv                                                                   | Introducing | 2013 |
| Wow Wow (Remix) (feat. Sabrina Carpenter) | Brittany Amaradio, Christopher Comstock, Thomas Eriksen, Joakim Haukaas, Madison Love                    | Poster Girl | 2020 |
| Wow Wow (Remix) (feat. Sabrina Carpenter) | Sabrina Carpenter, Brittany Amaradio, Christopher Comstock, Thomas Eriksen, Joakim Haukaas, Madison Love | —           | 2020 |

### Y
| Titel                 | Autoren                                              | Album | Jahr |
| --------------------- | ---------------------------------------------------- | ----- | ---- |
| You Love Who You Love | Zara Larsson, Karl Ivert, Kian Sang, Uzoechi Emenike | Venus | 2024 |

### Coverversionen
| Titel                                                 | Autoren                                              | Album                  | Jahr |
| ----------------------------------------------------- | ---------------------------------------------------- | ---------------------- | ---- |
| Anyplace, Anywhere, Anytime (Nena feat. Zara Larsson) | Uwe Fahrenkrog-Petersen, Carlo Karges, Lisa Dalbello | NENA – Nichts versäumt | 2017 |
| Mary, Did You Know?                                   | Buddy Greene, Mark Lowry                             | The Star               | 2018 |
| My Heart Will Go On                                   | James Horner, Will Jennings                          | —                      | 2008 |
| Säg mig var du står (mit Carola)                      | Gregory Elias, Martin Duiser, Piet Souer             | Poster Girl            | 2020 |